# Адамстаун (Пенсільванія)
Адамстаун (англ. Adamstown) — місто (англ. borough) в США, в округах Ланкастер і Беркс штату Пенсільванія. Населення — 1938 осіб (2020).

## Географія
Адамстаун розташований за координатами 40°14′39″ пн. ш. 76°3′58″ зх. д. / 40.24417° пн. ш. 76.06611° зх. д. (40.244212, -76.066211).  За даними Бюро перепису населення США в 2010 році місто мало площу 3,59 км², з яких 3,57 км² — суходіл та 0,02 км² — водойми.

## Демографія
Згідно з переписом 2010 року, у селищі мешкало 1789 осіб у 705 домогосподарствах у складі 505 родин. Густота населення становила 498 осіб/км².  Було 758 помешкань (211/км²).
Расовий склад населення:
| - 92,3 % — білих - 4,4 % — азіатів - 1,1 % — чорних або афроамериканців - 0,3 % — корінних американців - 0,1 % — вихідців з тихоокеанських островів |

До двох чи більше рас належало 1,6 %. Частка іспаномовних становила 1,7 % від усіх жителів.
За віковим діапазоном населення розподілялося таким чином: 23,5 % — особи молодші 18 років, 64,9 % — особи у віці 18—64 років, 11,6 % — особи у віці 65 років та старші. Медіана віку мешканця становила 37,5 року. На 100 осіб жіночої статі у селищі припадало 102,1 чоловіків;  на 100 жінок у віці від 18 років та старших — 95,0 чоловіків також старших 18 років.
Середній дохід на одне домашнє господарство  становив 75 797 доларів США (медіана — 65 862), а середній дохід на одну сім'ю — 79 240 доларів (медіана — 70 714). Медіана доходів становила 52 969 доларів для чоловіків та 36 036 доларів для жінок. За межею бідності перебувало 4,2 % осіб, у тому числі 3,4 % дітей у віці до 18 років та 6,5 % осіб у віці 65 років та старших.
Цивільне працевлаштоване населення становило 1136 осіб. Основні галузі зайнятості: освіта, охорона здоров'я та соціальна допомога — 20,3 %, виробництво — 13,7 %, роздрібна торгівля — 13,3 %.